# Emma Starletto
Emma Starletto (Phoenix, Arizona, 5 de agosto de 1999) es una actriz pornográfica y modelo erótica estadounidense.

## Biografía
Comenzó a interesarse por el mundillo del entretenimiento para adultos a pronta edad, con un ideal de ser modelo para la revista Playboy. Poco después de cumplir los 18 años, tras la ruptura con su pareja de aquel entonces, decidió, siguiendo el consejo de su amiga y también actriz Aria Lee, internarse en la industria, buscando su oportunidad. Logró debutar en agosto de 2018, a los 19 años de edad.
En marzo de 2019 se vio involucrada en un episodio de abuso sexual por parte de Jimmy Lifestyles, director de WankzVR y ocasional actor. A través de Twitter, la actriz canadiense Emma Hix comenzó a definir que en una escena en la que compartía planos y acciones con Starletto y Lifestyles, este último se sobrepasó en las acciones contra ambas, hechos posteriormente contrastados por Starletto en sus redes sociales. En la escena, en la que Lifestyles tenía un rol no sexual, acabó lamiendo las nalgas a Hix y Starletto. Dicha acción provocó la crítica de sectores de la industria y una posterior disculpa del implicado, que decidió retirarse de las escenas delante de las cámaras.
Como actriz, ha trabajado con estudios como Evil Angel, Girlsway, Girlfriends Films, Naughty America, Cherry Pimps, Hustler, Devil's Film, Wicked Pictures, Blacked, Deeper, Zero Tolerance, 3r Degree, MET Art, Mofos, AllHerLuv o Digital Sin, entre otros.
En 2020 recibió sus primeras nominaciones en el circuito profesional de premios otorgados por la industria pornográfica. En los Premios AVN, por la Mejor escena de sexo lésbico en grupo por Pussy Pot Luck, junto a Alina Lopez y Evelyn Claire. Mientras, en los Premios XBIZ fue nominada en la categoría de Mejor escena de sexo en realidad virtual por Secret NYE VR Porn Party With You and Seven Porn Stars.
Semanas después de las galas, en el mes de febrero, grabó para el portal web True Anal su primera escena de sexo anal. Hasta la fecha ha participado en más de 310 películas.
Algunos trabajos suyos son Alien Rhapsody, Black in White, Cucked, Girls Kissing Girls 25, Hookup Hotshot, Internal Love 5, Lesbian Seductions 66, My First Interracial 15, Producer, Sure Feels Right o Yogasms.

## Premios y nominaciones
| Año  | Ceremonia                   | Resultado | Premio                                   | Trabajo                                                |
| ---- | --------------------------- | --------- | ---------------------------------------- | ------------------------------------------------------ |
| 2020 | Premios AVN                 | Nominada  | Mejor escena de sexo lésbico en grupo    | Pussy Pot Luck                                         |
| 2020 | Premios AVN                 | Nominada  | Premio fan: Debutante más caliente       | —                                                      |
| 2020 | Premios XBIZ                | Nominada  | Mejor escena de sexo en realidad virtual | Secret NYE VR Porn Party With You and Seven Porn Stars |
| 2020 | Spank Bank Awards           | Nominada  | Breathtaking Blonde of the Year          | —                                                      |
| 2020 | Spank Bank Awards           | Nominada  | Most Adorable Sexual Deviant             | —                                                      |
| 2020 | Spank Bank Awards           | Ganadora  | Naughty Babysitter of the Year           | —                                                      |
| 2020 | Spank Bank Awards           | Nominada  | Newcummer of the Year                    | —                                                      |
| 2020 | Spank Bank Technical Awards | Ganadora  | Porn Unicorn                             | —                                                      |